# USA Bicentennial Cup Tournament 1976
USA Bicentennial Cup Tournament 1976  var en internationell fotbollsturnering som spelades i USA i maj 1976.
Turneringen, som spelades till 200-årsminnet av USA:s självständighetsförklaring 1776, tillkom då England och Italien misslyckades med att kvalificera sig för Europamästerskapet 1976. Dessa två deltog, liksom Brasilien och Team America, ett lag bestående av stjärnspelare i North American Soccer League.
USA:s landslag ansågs på den tiden inte starkt nog att spela jämnt med lag som Brasilien, Italien och England, varför Team America, bestående av spelare av olika nationalitet från North American Soccer League, spelade i USA:s ställe under turneringen. Team America bestod av spelare som spelat för andra landslag, bland dem Pelé, Ramon Mifflin, Mike England, Giorgio Chinaglia och Bobby Moore.
Dagen efter att England mött Team America, undrade engelska Football Association om matchens status, och kallade det en "träningsmatch" och att deltagande spelare inte skulle noteras för landskamp. Det engelska förbundet räknar inte in matchen bland Englands landskamper. Brasilien och Italien räknade dock sina matcher mot Team America som riktiga landskamper. Matcherna mot Team America uppfyllde inte de standardkriterier som FIFA satte upp i januari 2001 för fullvärdiga landskamper, eftersom de inte spelades mellan två lag från FIFA-medlemmar. FIFA har fråntagit matchen sin officiella status över matcher mellan multinationella all star-lag, liksom Englands matcher mot övriga Europa och övriga världen (även om engelska FA fortfarande räknar dem som riktiga landskamper).
Brasilien vann turneringen, genom att vinna alla matcher, medan England slutade tvåa, med två vinster och en förlust; 0–1 mot Brasilien.

## Resultat
|  | 23 maj 1976 | Team America | 0–4 | Italien | Robert F. Kennedy Memorial Stadium, Washington D.C. |  |
|  |             |              |     |         |                                                     |  |
|  |             |              |     |         |                                                     |  |
|  |             |              |     |         |                                                     |  |

|  | 23 maj 1976 | Brasilien | 1–0 | England | Los Angeles Memorial Coliseum, Los Angeles, Kalifornien |  |
|  |             |           |     |         |                                                         |  |
|  |             |           |     |         |                                                         |  |
|  |             |           |     |         |                                                         |  |

|  | 28 maj 1976 | Team America | 0–2 | Italien | Kingdome, Seattle, Washington |  |
|  |             |              |     |         |                               |  |
|  |             |              |     |         |                               |  |
|  |             |              |     |         |                               |  |

|  | 28 maj 1976 | England | 3–2 | Italien | Yankee Stadium, Bronx, New York |  |
|  |             |         |     |         |                                 |  |
|  |             |         |     |         |                                 |  |
|  |             |         |     |         |                                 |  |

|  | 31 maj 1976 | Team America | 1–3 | England | John F. Kennedy Stadium, Philadelphia, Pennsylvania |  |
|  |             |              |     |         |                                                     |  |
|  |             |              |     |         |                                                     |  |
|  |             |              |     |         |                                                     |  |

|  | 31 maj 1976 | Brasilien | 4–1 | Italien | Yale Bowl, New Haven, Connecticut |  |
|  |             |           |     |         |                                   |  |
|  |             |           |     |         |                                   |  |
|  |             |           |     |         |                                   |  |

## Tabell
|   | Lag          | Spelade | Vinster | Oavgjorda | Förluster | Gjorda mål | Insläppta mål | Målskillnad | Poäng |
| - | ------------ | ------- | ------- | --------- | --------- | ---------- | ------------- | ----------- | ----- |
| 1 | Brasilien    | 3       | 3       | 0         | 0         | 7          | 1             | +6          | 6     |
| 2 | England      | 3       | 2       | 0         | 1         | 6          | 4             | +2          | 4     |
| 3 | Italien      | 3       | 1       | 0         | 2         | 7          | 7             | 0           | 2     |
| 4 | Team America | 3       | 0       | 0         | 3         | 1          | 9             | -8          | 0     |

## Skytteligan
- Gil - 4 mål

| USA Bicentennial Cup Tournament 1976 Turneringsvinnare |
| ------------------------------------------------------ |
| Brasilien                                              |